# Château de Montferrand-le-Château
Le château de Montferrand est un ancien château fort, du XIIe siècle, de nos jours en ruine, dont les vestiges se dressent sur la commune française de Montferrand-le-Château, dans le département du Doubs, en région Bourgogne-Franche-Comté.
Les vestiges du château font l’objet d’une inscription au titre des monuments historiques par arrêté du 8 juin 1926 et le site sur lequel se trouve le château est un site classé sur un peu moins d'un hectare depuis le 5 février 1934.

## Localisation
Les ruines du château, dont il subsiste de nombreux vestiges dans la forêt, se dressent sur une haute falaise rocheuse à 354 m d'altitude surplombant de 125 m le Doubs, sur la commune de Montferrand-le-Château, dans le département français du Doubs.

## Historique

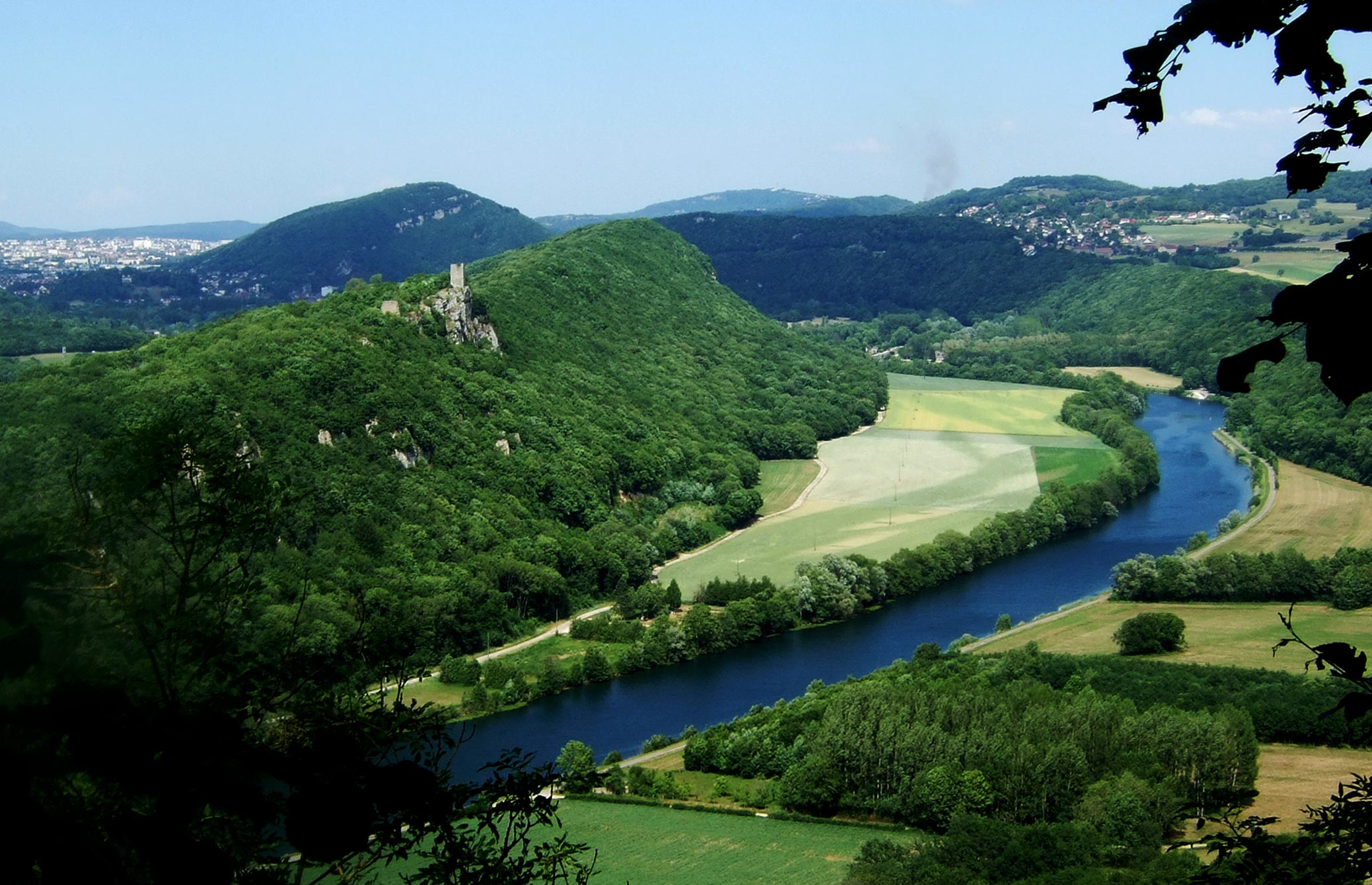
La tour ou donjon du château se dressant au-dessus des méandres du Doubs (vu depuis le belvédère de la chapelle Notre-Dame du Mont, Thoraise).

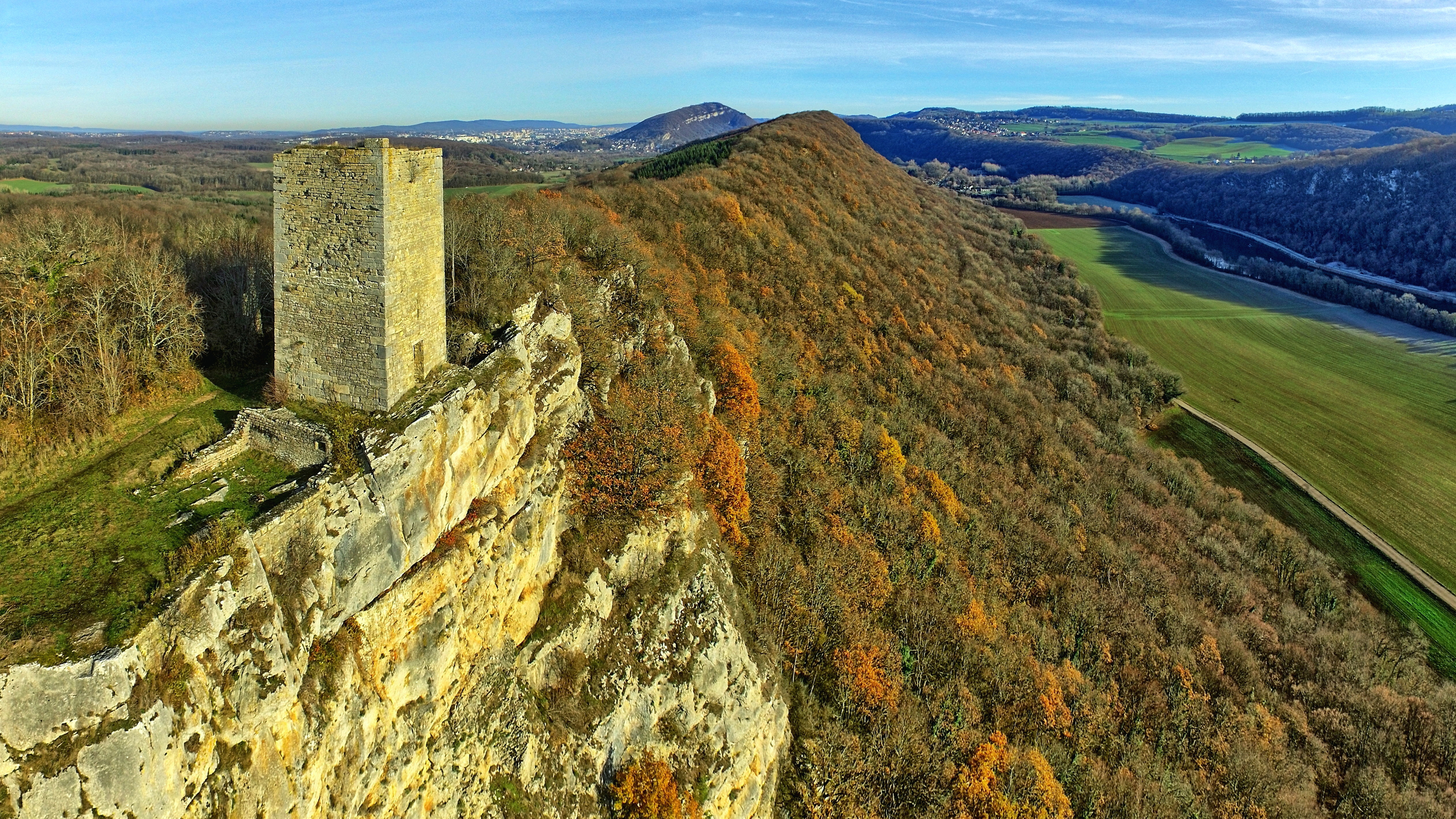
Le château au-dessus de la vallée du Doubs.

L'histoire du château est étroitement liée à celle des sires et seigneurs de Montferrand (maison de Montferrand) du XIIIe au XVe siècle.
Il fait alors partie d'un ensemble de fortifications comprenant celles de Thoraise, Torpes, Corcondray, Fourg, et Avanne:
C'est en 1230 avec Guillaume et son père Jean II de Montferrand (un des quatre fils du fondateur de la maison de Montferrand : Jean de Cicon ou Jean Ier de Montferrand) qu'il est fait mention pour la première fois de l'existence du château.
Durant son histoire commune avec les seigneurs de Montferrand, le château est mêlé à plusieurs conflits.
En 1259, Pierre de Montferrand est engagé avec un certain nombre de seigneurs dans une guerre l'opposant à l’archevêque de Besançon, Guillaume II de la Tour. Secondant les citoyens de Besançon, alors appuyés par Jean de Châlon, assiège, pille et détruit le château archiépiscopal de Gy.
Il subit alors, ainsi que ses complices, l'excommunication par l'archevêque, confirmée par le pape Alexandre IV. C'est seulement sur l'intervention du roi de France Saint Louis, et après réconciliation entre les deux parties, que revient la paix sur le comté de Besançon.
En 1268, dans un conflit d'intérêts, Pierre de Montferrand, nommé vicomte de Besançon en 1260 par Thibaud IV Rougemont, détruit le château voisin de Thoraise, propriété de son oncle Hugues qui avait alors prêté allégeance au comte de Bourgogne Othon IV en s'engageant à lui remettre les seigneuries de Grandfontaine, de Mont et le bois de Vernois (ces deux derniers actuellement partie intégrante de la commune de Montferrand).
En 1300, Eudes de Montferrand (seul possesseur de la seigneurie après avoir acheté les parts de ses frères Jean et Guillaume en 1292) et les seigneurs franc-comtois entrent en conflit avec Philippe le Bel et détruisent les châteaux ennemis d’Ornans, de Clerval ainsi que de Pontarlier.
Entre 1352 et 1353, Richard de Montferrand (chevalier et seigneur de Montferrand en partie) y est assassiné. Sa nièce Osanne (fille illégitime de son frère Jean III de Montferrand) aidée de Humbert d'Ornans sont soupçonnés par Huguenin de Savigny et Renaud de Jussey « enquêteurs » envoyés par Thiébaud de Neuchâtel (gardien du comté de Bourgogne) et incarcérés du 5 décembre 1353 au 13 janvier 1354 au dit château, puis conduits à Bracon. La suite n'est pas connue.
Les Montferrand et leurs sujets occupent le château jusqu’en 1353 date à laquelle la seigneurie est confisquée par le roi de France Jean le Bon.
Par la suite à la fin du XVe siècle, après le mariage de Jeanne de Montferrand avec Ansel de Salins (ministre du comté de Flandre et de Bourgogne) qui reçoit de Jean de Thoraise (branche des Montferrand à Thoraise) les fiefs de Mont et Grandfontaine en 1354 puis rachète les parts du reste de la seigneurie en 1373 au cousin de son épouse, Jean IV de Montferrand, le village et son château deviennent successivement, au fil des unions et héritages, la propriété des seigneurs de Salins, de Vergy, d'Achey et de Grammont.
Le 15 décembre 1594, des écrits font état d'une « revue d'armes » des sujets du seigneur et soldats au château, effectuée par Louis de la Vauche en prévision de l'imminente invasion de la Franche-Comté par les armées d'Henri IV.
Le château est aussi le siège d'assassinat et d'emprisonnement[réf. nécessaire].
En 1606, le château est acquis par Antoine de Pillot, seigneur de Chenecey.
Jusqu'à la guerre de Dix Ans (1632-1642), le château abrite les derniers sujets de la seigneurie. Par la suite, les fortifications n'ayant plus d'utilité militaire tombent en ruines faute d'entretien, d'un incendie et des intempéries. Un acte du 16 août 1683 fait foi de cet état de ruine.
Le démembrement des fortifications au cours du temps permet la construction des premières maisons du village.

## Description

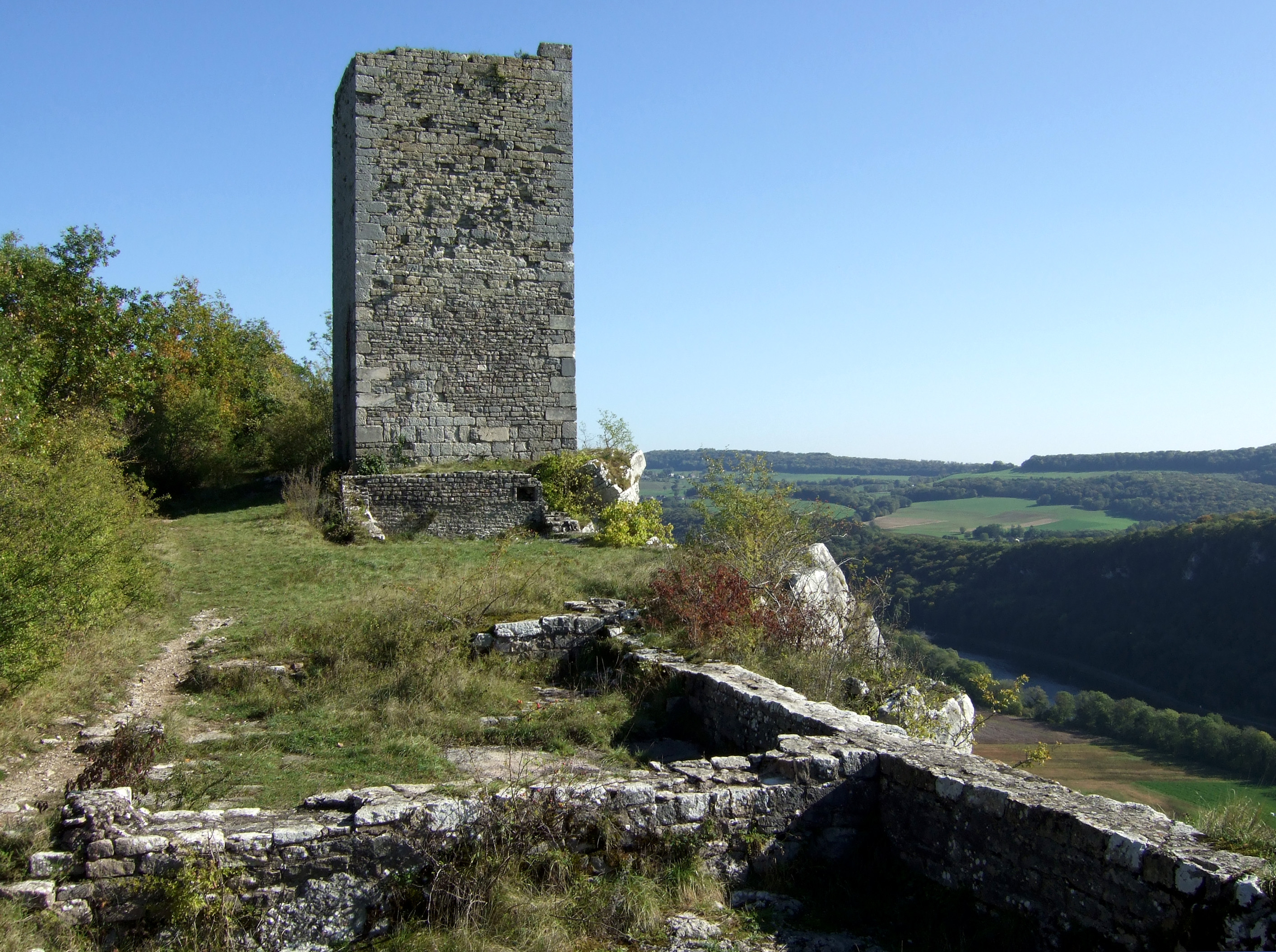
Empreintes au sol du bâti autour du donjon.

Le site aurait été aménagé dès le XIIe siècle.
Le château se présente sous la forme d'une enceinte rectangulaire de 60 m de long sur 25 m de large, et d'un donjon carré, qui occupe la partie la plus élevée de la falaise, à l'à-pic. Une seconde enceinte englobe l'ensemble délimitant un espace de 165 m le long de la falaise, sur 45 à 65 m de large. Un fossé taillé dans le roc en retour jusqu'au bord de la falaise, isole le tout de l'arrière pays.
Au XIIIe et XIVe siècles, le château se compose d'une basse-cour dont le bourg de Montferrand est en prolongement, protégé par un pont-levis dominant des fossés. Une douzaine de familles des sujets du seigneur y résident. C'est dans le château que les sires de Montferrand reçoivent l’hommage de ceux de Thoraise, Torpes et Corcondray, tous les parents de la maison Montferrand. Pour autant, les seigneurs n'y résident pas à l'année : ils habitent Besançon.
L'enceinte du château constituée par une muraille où se dresse encore aujourd'hui le donjon, est alors habitée par un châtelain, un procureur, un receveur, un notaire et une douzaine d'hommes d'armes. En temps de conflit, les hommes d'armes sont secondés par tous les sujets de la seigneurie qui sont tenus de s’y réfugier avec leurs familles et leurs biens, et d’y faire à tour de rôle le guet et la garde de jour comme de nuit pour le moment venu ainsi que de prêter main-forte aux premiers.
En 1654, une visite du château donne une description détaillée des lieux :
- le petit bourg composé alors d'une vingtaine de maisons réparties de part et d’autre d’une rue centrale est totalement brûlé sauf une habitation ;
- le second bourg compte la grange du seigneur et le four, lui aussi brûlé ;
- au château à proprement parler, le donjon ainsi que le logement sont également brûlés, seule la chapelle du milieu est dans un état de conservation convenable.

De nos jours, non loin du donjon, donc à l’intérieur du château, quelques masures subsistent, etc.

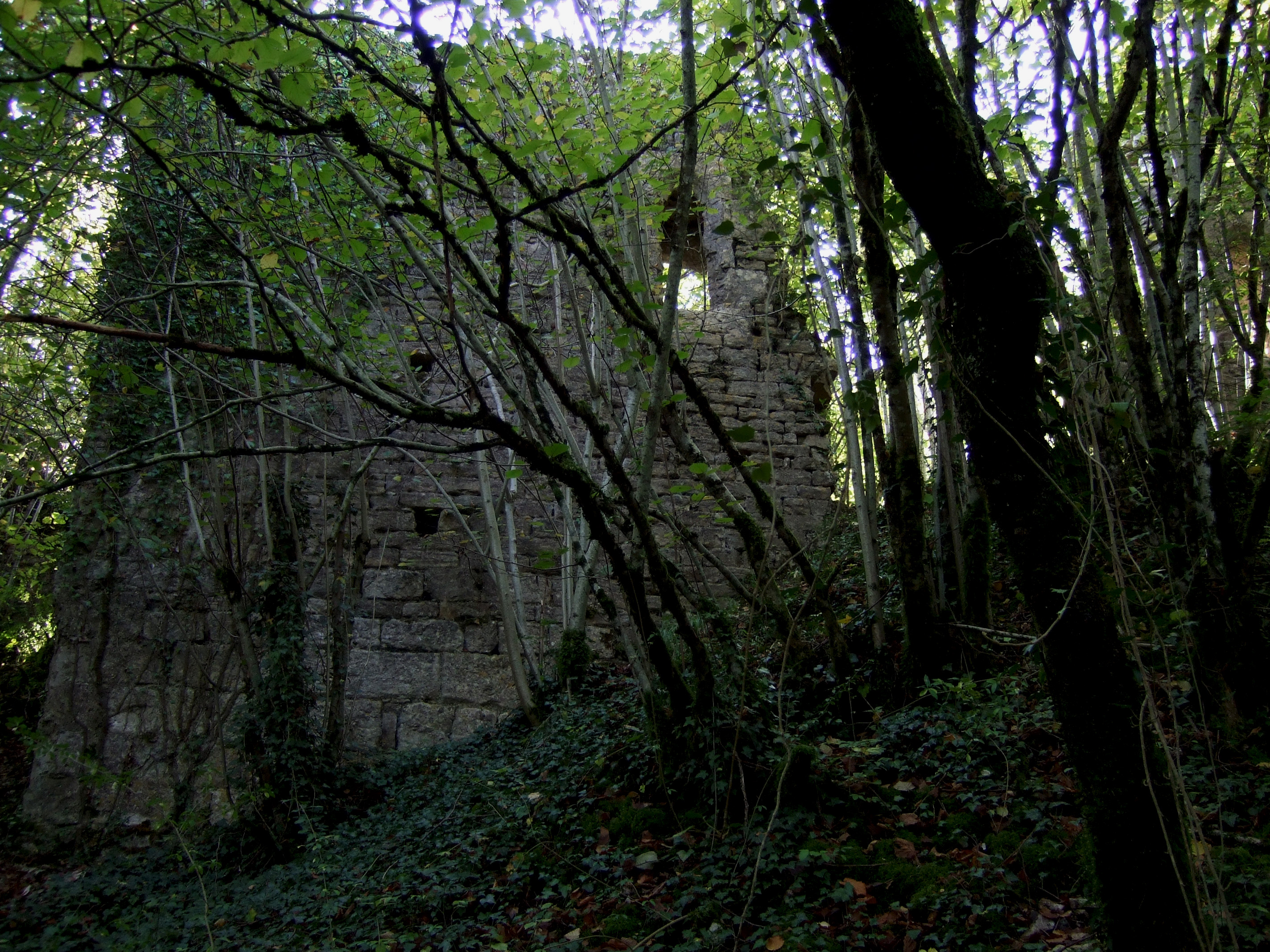
Pan de mur, vestige d'un bâti encore debout de la forteresse.
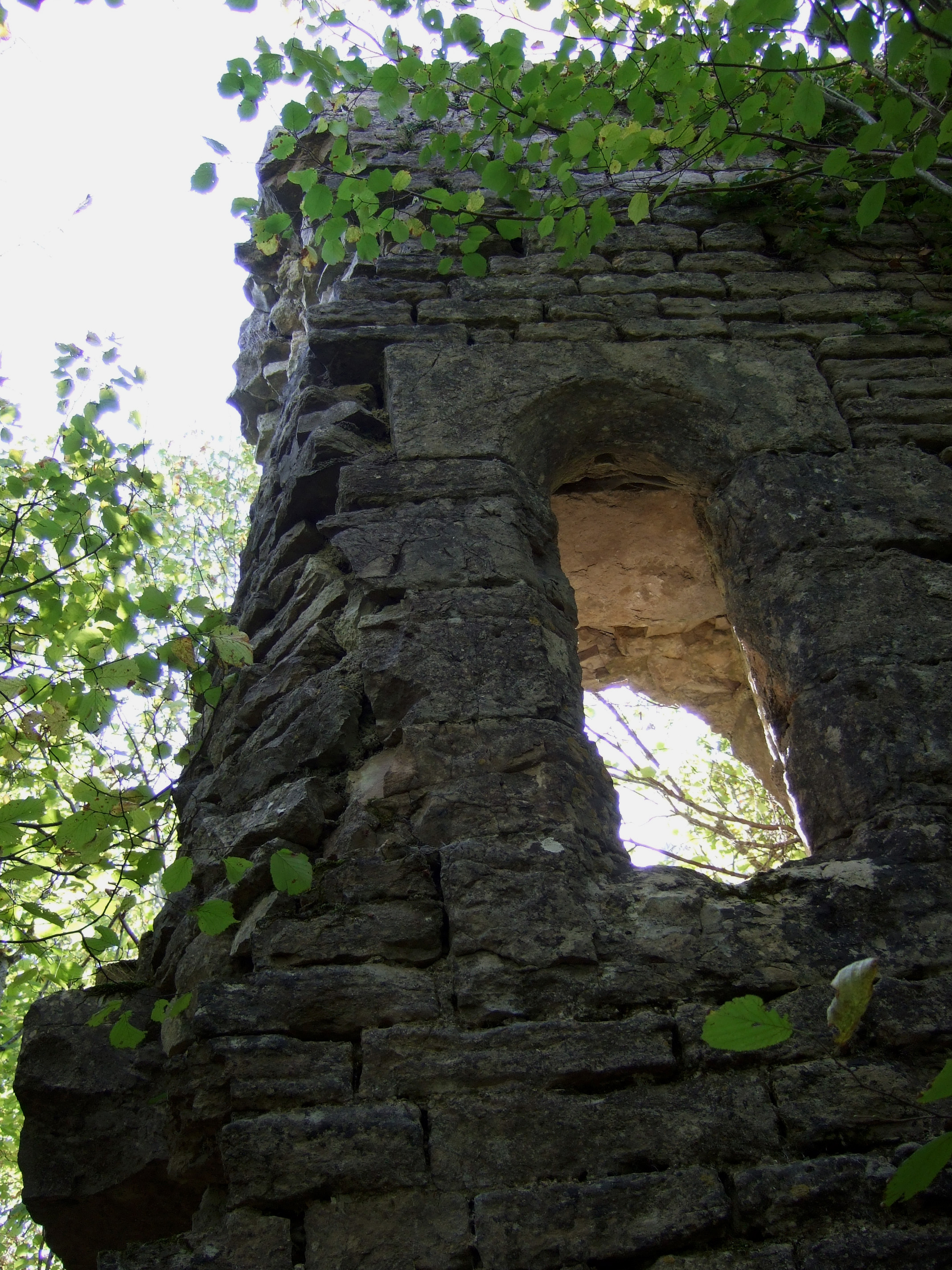
Emplacement de la chapelle castrale.
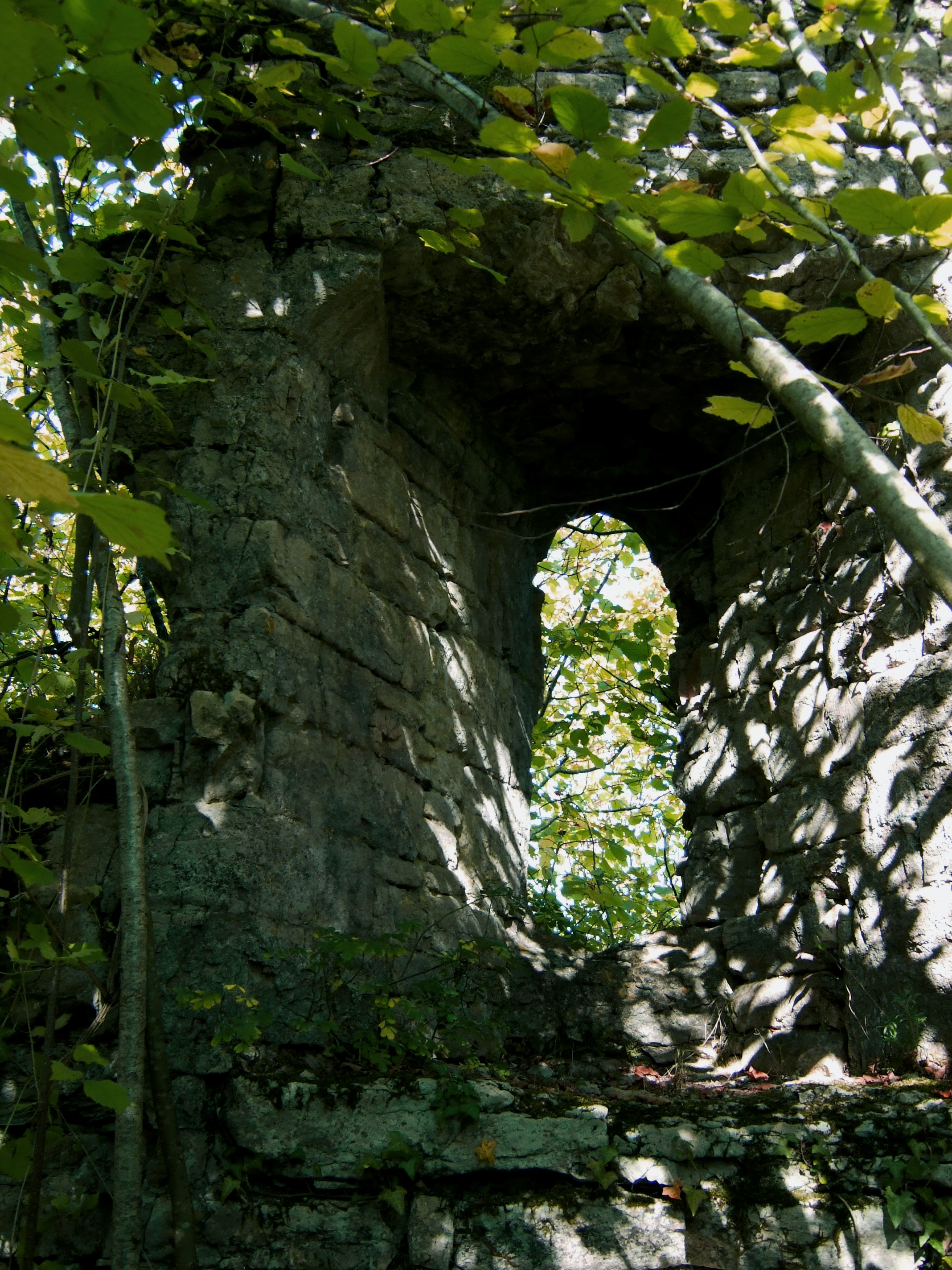
Pan de mur, détail 2.